# Лис Самит (Мисури)
Лис Самит (енгл. Lees Summit) град је у америчкој савезној држави Мисури.

## Демографија
По попису из 2010. године број становника је 91.364, што је 20.664 (29,2%) становника више него 2000. године.
| Група             | 2000.          | 2010.          |
| Белци             | 64.991 (91,9%) | 76.502 (83,7%) |
| Афроамериканци    | 2.454 (3,5%)   | 7.632 (8,4%)   |
| Азијати           | 698 (1,0%)     | 1.535 (1,7%)   |
| Хиспаноамериканци | 1.394 (2,0%)   | 3.529 (3,9%)   |
| Укупно            | 70.700         | 91.364         |